# Brachymeria sesamiae
Brachymeria sesamiae är en stekelart som beskrevs av Charles Joseph Gahan 1928. Brachymeria sesamiae ingår i släktet Brachymeria och familjen bredlårsteklar.
Artens utbredningsområde är Sudan. Inga underarter finns listade.